# Winnipeg Jets
Winnipeg Jets je profesionální kanadský klub ledního hokeje, který sídlí v manitobském městě Winnipeg. Do NHL vstoupil v ročníku 2011/12 a hraje v Centrální divizi v rámci Západní konference. Své domácí zápasy odehrává v hale Canada Life Centre s kapacitou 15 321 diváků. Klubové barvy jsou tmavě modrá, bílá, ocelová modř a stříbrná.
Tým vlastní společnost True North Sports & Entertainment, která koupila licenci týmu Atlanta Thrashers na jaře 2011 a tým před sezonou 2011–12 přestěhovala do Winnipegu (první stěhování od roku 1997, kdy se Hartford Whalers stali Carolina Hurricanes).

## Historie

### Vzkříšení Jets
V roce 2010 vzrostly finanční problémy týmu Atlanta Thrashers na takovou úroveň, že byli nuceni přestěhovat se do Manitoby. V roce 2011 při speciálním draftu v Minnesotě bylo oznámeno, že Winnipeg si nechá původní jméno „Jets“. Sezóna 2011/2012 tedy přivítala Tryskáče opět v NHL.
V současnosti (2018) hraje tým na stadionu s nejmenší kapacitou v NHL – 15 321 (Canada Life Center).

## Úspěchy
Vítěz základní části (1×)
- 2024/25

Vítěz metropolitní divize (1×)
- 2024/25

## Individuální trofeje
| Individuální trofeje             | Rok a hráč                                                              |
| -------------------------------- | ----------------------------------------------------------------------- |
| Art Ross Trophy                  | nikdo                                                                   |
| Calder Memorial Trophy           | 1981/1982 • Dale Hawerchuk, 1992/1993 • Teemu Selänne                   |
| Conn Smythe Trophy               | nikdo                                                                   |
| Roger Crozier Saving Grace Award | 2024/2025 • Connor Hellebuyck                                           |
| Hart Memorial Trophy             | 2024/2025 • Connor Hellebuyck                                           |
| William M. Jennings Trophy       | 2023/2024, 2024/2025 • Connor Hellebuyck                                |
| King Clancy Memorial Trophy      | 1995/1996 • Kris King                                                   |
| Lady Byng Memorial Trophy        | 2021/2022 • Kyle Connor                                                 |
| Bill Masterton Memorial Trophy   | nikdo                                                                   |
| Mark Messier Leadership Award    | nikdo                                                                   |
| James Norris Memorial Trophy     | nikdo                                                                   |
| Ted Lindsay Award                | nikdo                                                                   |
| NHL Plus/Minus Award             | nikdo                                                                   |
| Maurice Richard Trophy           | nikdo                                                                   |
| Frank J. Selke Trophy            | nikdo                                                                   |
| Vezina Trophy                    | 2019/2020, 2023/2024, 2024/2025 • Connor Hellebuyck                     |
| NHL Foundation Player Award      | nikdo                                                                   |
| Jack Adams Award                 | 1981/1982 • Tom Watt, 1989/1990 • Bob Murdoch, 1990/1991 • Brian Sutter |

## První volby draftu
Více obsahuje článek: Seznam hokejistů draftovaných týmem Winnipeg Jets.
- 2011: Mark Scheifele (7. celkově)
- 2012: Jacob Trouba (9. celkově)
- 2013: Josh Morrissey (13. celkově)
- 2014: Nikolaj Ehlers (9. celkově)
- 2015: Kyle Connor (17. celkově)
- 2016: Patrik Laine (2. celkově)
- 2017: Kristian Vesalainen (24. celkově)
- 2018: David Gustafsson (60. celkově)
- 2019: Ville Heinola (20.celkově)
- 2020: Cole Perfetti (10.celkově)
- 2021: Chaz Lucius (18.celkově)
- 2022: Rutger McGroarty (14.celkově)
- 2023: Colby Barlow (18.celkově)

## Češi a Slováci ve Winnipeg Jets
| Sezóna                                                                   | Hráči – Češi                                  | Hráči – Slováci | Soupiska | Playoffs |
| 2011/2012                                                                | Ondřej Pavelec                                | nikdo           | Zde      | Ne       |
| 2012/2013                                                                | Ondřej Pavelec                                | nikdo           | Zde      | Ne       |
| 2013/2014                                                                | Ondřej Pavelec • Michael Frolík               | nikdo           | Zde      | Ne       |
| 2014/2015                                                                | Ondřej Pavelec • Michael Frolík • Jiří Tlustý | nikdo           | Zde      |          |
| 2015/2016                                                                | Ondřej Pavelec                                | Marko Daňo      | Zde      | Ne       |
| 2016/2017                                                                | Ondřej Pavelec                                | Marko Daňo      | Zde      | Ne       |
| 2017/2018                                                                | nikdo                                         | Marko Daňo      | Zde      |          |
| 2018/2019                                                                | nikdo                                         | nikdo           | Zde      |          |
| 2019/2020                                                                | nikdo                                         | nikdo           | Zde      | Ne       |
| 2020/2021                                                                | nikdo                                         | nikdo           | Zde      |          |
| 2021/2022                                                                | Kristian Reichel                              | nikdo           | Zde      | Ne       |
| 2022/2023                                                                | David Rittich • Kristian Reichel              | nikdo           | Zde      |          |
| 2023/2024                                                                | nikdo                                         | nikdo           | Zde      |          |
| 2024/2025                                                                | nikdo                                         | nikdo           | Zde      |          |
| 2025/2026                                                                | nikdo                                         | nikdo           | Zde      |          |
| Češi - Zdroj na Eliteprospects.com Slováci - Zdroj na Eliteprospects.com |                                               |                 |          |          |

## Individuální rekordy jednotlivých sezón

### Základní část
- Zdroj zde

| 2011/2012 |
| 2012/2013 |
| 2013/2014 |
| 2014/2015 |
| 2015/2016 |
| 2016/2017 |
| 2017/2018 |
| 2018/2019 |
| 2019/2020 |
| 2020/2021 |
| 2021/2022 |
| 2022/2023 |
| 2023/2024 |
| 2024/2025 |

| Evander Kane   | 30 |
| Blake Wheeler  | 19 |
| Blake Wheeler  | 28 |
| Blake Wheeler  | 26 |
| Mark Scheifele | 29 |
| Patrik Laine   | 36 |
| Patrik Laine   | 44 |
| Mark Scheifele | 38 |
| Kyle Connor    | 38 |
| Kyle Connor    | 26 |
| Kyle Connor    | 47 |
| Mark Scheifele | 42 |
| Kyle Connor    | 34 |
| Kyle Connor    | 41 |

| Blake Wheeler  | 47 |
| Andrew Ladd    | 28 |
| Bryan Little   | 41 |
| Andrew Ladd    | 38 |
| Blake Wheeler  | 52 |
| Mark Scheifele | 50 |
| Blake Wheeler  | 68 |
| Blake Wheeler  | 71 |
| Mark Scheifele | 44 |
| Mark Scheifele | 42 |
| Kyle Connor    | 46 |
| Josh Morrissey | 60 |
| Josh Morrissey | 59 |
| Kyle Connor    | 56 |

| Blake Wheeler  | 64 |
| Andrew Ladd    | 46 |
| Blake Wheeler  | 69 |
| Andrew Ladd    | 62 |
| Blake Wheeler  | 78 |
| Mark Scheifele | 82 |
| Blake Wheeler  | 91 |
| Blake Wheeler  | 91 |
| Kyle Connor    | 73 |
| Mark Scheifele | 63 |
| Kyle Connor    | 93 |
| Kyle Connor    | 80 |
| Mark Scheifele | 72 |
| Kyle Connor    | 97 |

## Umístění v jednotlivých sezonách
| USA / Kanada (2011 – ) |                           |        |    |    |    |   |    |    |     |     |     |     |        |                |
| Sezóny                 | Liga                      | Úroveň | Z  | V  | VP | R | PP | P  | VG  | OG  | +/- | B   | Pozice | Play-off       |
| 2011/12                | NHL (Jihovýchodní divize) | 1      | 82 | 37 | –  | – | 10 | 35 | 225 | 246 | -21 | 84  | 4.     | Ne             |
| 2012/13                | NHL (Jihovýchodní divize) | 1      | 48 | 24 | –  | – | 3  | 21 | 128 | 144 | -16 | 51  | 2.     | Ne             |
| 2013/14                | NHL (Centrální divize)    | 1      | 82 | 37 | –  | – | 10 | 35 | 227 | 237 | -10 | 84  | 7.     | Ne             |
| 2014/15                | NHL (Centrální divize)    | 1      | 82 | 43 | –  | – | 13 | 26 | 230 | 210 | +20 | 99  | 5.     | Čtvrtfinále ZK |
| 2015/16                | NHL (Centrální divize)    | 1      | 82 | 35 | –  | – | 8  | 39 | 215 | 239 | -24 | 78  | 7.     | Ne             |
| 2016/17                | NHL (Centrální divize)    | 1      | 82 | 33 | 7  | – | 7  | 35 | 249 | 256 | -7  | 87  | 5.     | Ne             |
| 2017/18                | NHL (Centrální divize)    | 1      | 82 | 43 | 9  | – | 10 | 20 | 278 | 219 | +59 | 114 | 2.     | Finále ZK      |
| 2018/19                | NHL (Centrální divize)    | 1      | 82 | 38 | 9  | – | 5  | 30 | 272 | 244 | +28 | 99  | 2.     | Čtvrtfinále ZK |
| 2019/20                | NHL (Centrální divize)    | 1      | 82 |    |    |   |    |    |     |     |     |     |        | Kvalifikace ZK |
| 2020/21                | NHL (Severní divize)      | 1      | 56 | 24 | 6  | – | 3  | 23 | 170 | 154 | +16 | 63  |        |                |
| 2021/22                | NHL (Centrální divize)    | 1      | 82 | 32 | 7  | – | 11 | 32 | 252 | 257 | -5  | 89  | 6.     | Ne             |
| 2022/23                | NHL (Centrální divize)    | 1      | 82 | 36 | 10 | – | 3  | 33 | 247 | 225 | +22 | 95  | 4.     | Čtvrtfinále ZK |
| 2023/24                | NHL (Centrální divize)    | 1      | 82 | 46 | 6  | – | 6  | 24 | 259 | 199 | +60 | 110 | 2.     | Čtvrtfinále ZK |
| 2024/25                | NHL (Centrální divize)    |        |    |    |    |   |    |    |     |     |     |     |        |                |
| Zdroj na NHL.com       |                           |        |    |    |    |   |    |    |     |     |     |     |        |                |

### Přehled kapitánů a trenérů v jednotlivých sezónách
| Sezóna    | Kapitán       | Hlavní trenér |
| --------- | ------------- | ------------- |
| 2011/2012 | Andrew Ladd   | Claude Noël   |
| 2012/2013 | Andrew Ladd   | Claude Noël   |
| 2013/2014 | Andrew Ladd   | Paul Maurice  |
| 2014/2015 | Andrew Ladd   | Paul Maurice  |
| 2015/2016 | Andrew Ladd   | Paul Maurice  |
| 2016/2017 | Blake Wheeler | Paul Maurice  |
| 2017/2018 | Blake Wheeler | Paul Maurice  |
| 2018/2019 | Blake Wheeler | Paul Maurice  |
| 2019/2020 | Blake Wheeler | Paul Maurice  |
| 2020/2021 | Blake Wheeler | Paul Maurice  |
| 2021/2022 | Blake Wheeler | Dave Lowry    |
| 2022/2023 | Není určen    | Rick Bowness  |
| 2023/2024 | Adam Lowry    | Rick Bowness  |
| 2024/2025 | Adam Lowry    | Scott Arniel  |